# Chilatherina bulolo
Chilatherina bulolo là một loài cá thuộc họ Melanotaeniidae. Loài này được tìm thấy ở nơi có dòng nước chảy mạnh của các suối vùng núi thuộc hệ thống sông Markham và Ramu, đông bắc Papua New Guinea. Mẫu đầu tiên được thu thập năm 1934 và một mẫu khác vào năm 1978. Hiện không có đủ dữ liệu để xếp vào phân loài hiện tại của nhóm này.